# Vallée Mohawk

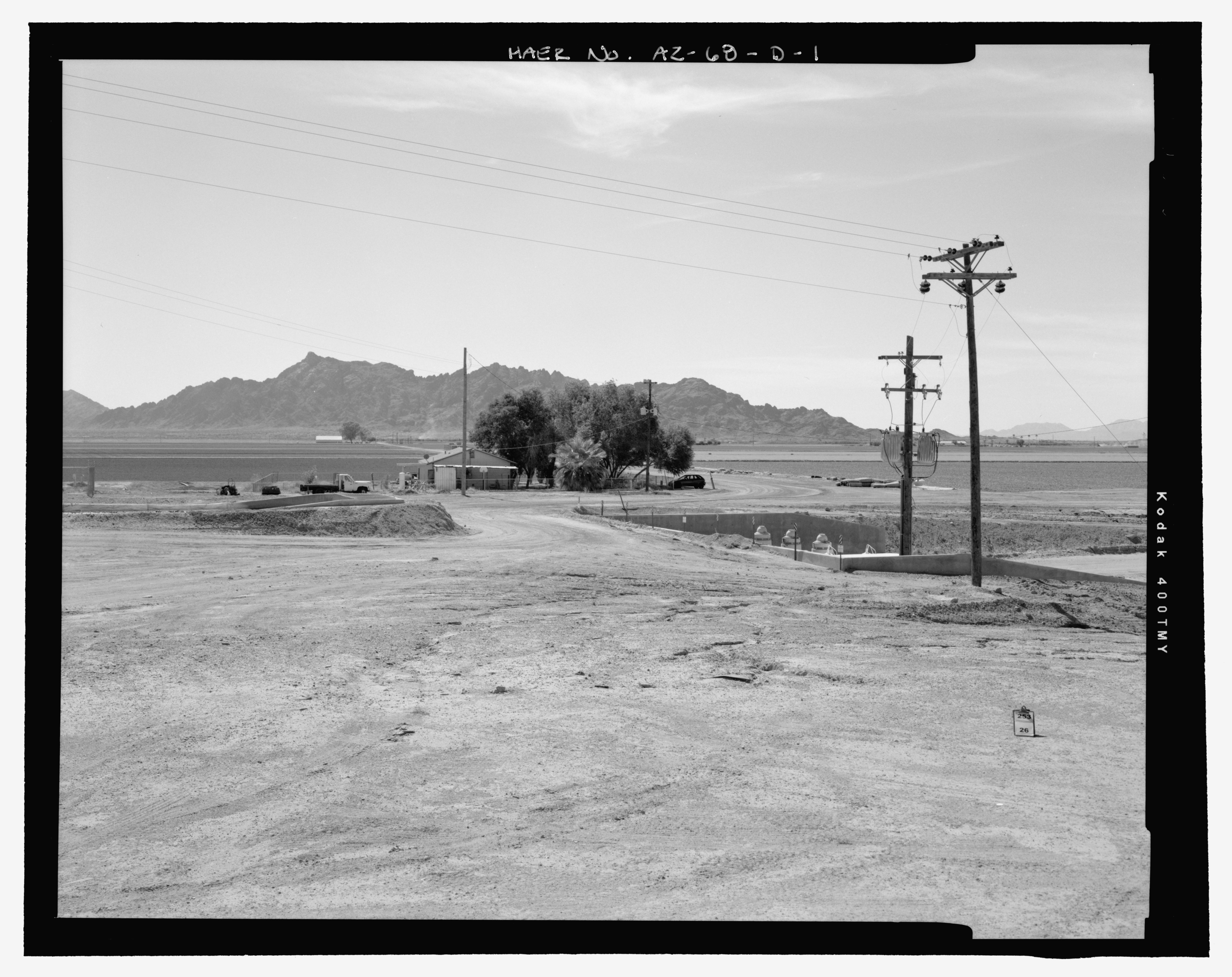
Vue de la vallée Mohawk en 2005

La vallée Mohawk est une vallée qui fait partie de la vallée Gila River, dont elle occupe les régions basses occidentales, dans le désert de Sonora, en Arizona (États-Unis).
La vallée Mohawk comprend les villes agricoles de Wellton, Noah, Roll, Tacna, et Mohawk.